# Пролетен гороцвет
Пролетният горицвет (Adonis vernalis) е вид тревисто многогодишно растение от семейство Лютикови (Ranunculaceae). Растението е включено и в списъка на лечебните растения съгласно Закона за лечебните растения.

## Наименования
Пролетния горицвет е известен с редица народни наименования като гурльов дядо, жълт божур, жълта котка, жълта свиларка, жълтоцвет, кучи божур, овче око, отравниче, опадикос.

## Разпространение и местообитания
Видът е разпространен в цяла Европа и Западен Сибир. Вирее по сухи места, ливади и пасища до 1100 м надморска височина, предимно на варовик.

## Описание
Тази разновидност на горицвета цъфти в края на пролетта (май и юни) и има жълти цветове за разлика от другата по-известна разновидност, есенния горицвет (Adonis annua), която е с алени цветове и цъфти през есента.

## Допълнителни сведения
Запарка от надземната част се използва като лечебно растение при сърдечни заболявания.
Отровно! Трябва да се прилага само при лекарско предписание и под лекарски контрол.